# Mucuyché (Abalá)
Mucuyché es una localidad ubicada en el municipio de Abalá del estado mexicano de Yucatán y se encuentra en la Región 8 o Sur Poniente del mismo estado. Tiene una altitud promedio de 12 m s. n. m. y se localiza al sur de la ciudad capital del estado, la ciudad de Mérida.

## Toponimia
Mucuyché significa en idioma maya "árbol de la tórtola", por provenir de los vocablos mucuy, "tórtola" (columbina tlapacoti) y "ché", "árbol".

## Hechos históricos
- En 1990 cambia su nombre de Makuiché a Mukuyché.
- En 1995 cambia a Mucuyché.

## Importancia histórica
Tuvo su esplendor durante la época del auge henequenero y emitió fichas de hacienda las cuales por su diseño son de interés para los numismáticos. Dichas fichas acreditan la hacienda como propiedad de A.L. Peón.

## Demografía
Según el censo de 2005 realizado por el INEGI, la población de la localidad era de 454 habitantes, de los cuales 238 eran hombres y 216 eran mujeres.
| 431                         | 449 | 456 | 419 | 445 | 465 | 520 | 508 | 509 | 364 | 480 | 435 | 454 |
| (Fuente: INEGI [Consultar]) |     |     |     |     |     |     |     |     |     |     |     |     |

## Galería

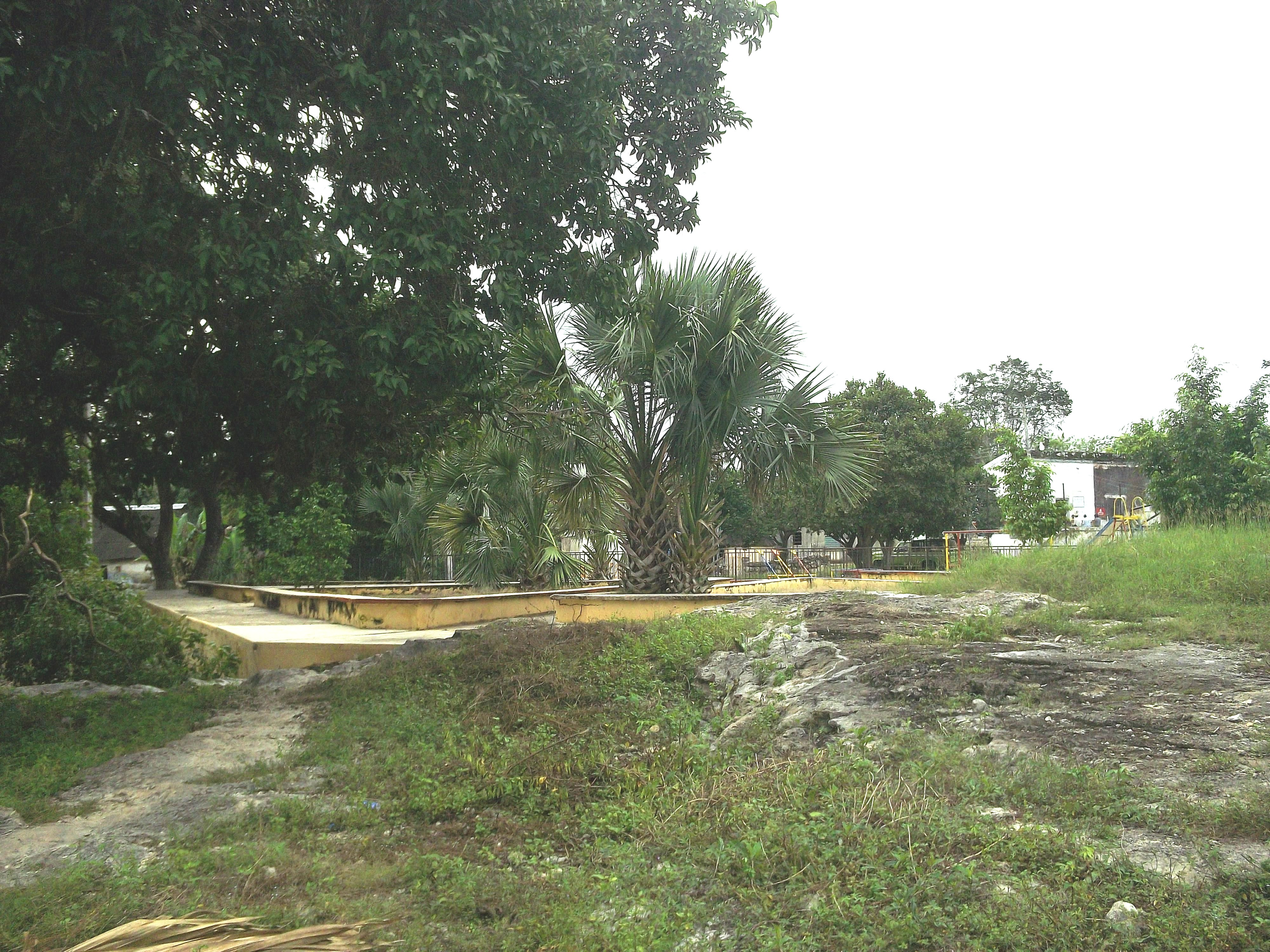
Parque principal.
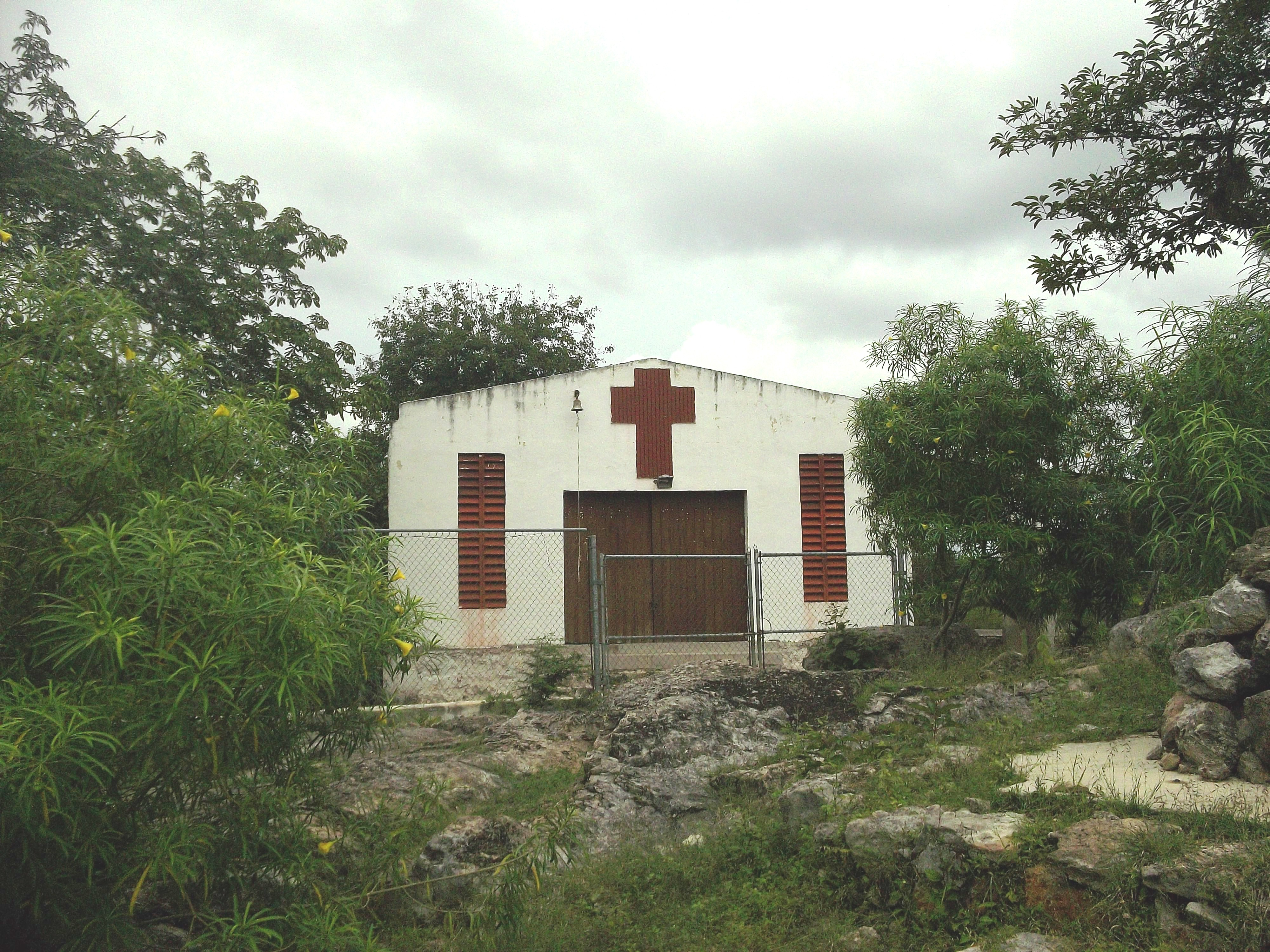
Iglesia.
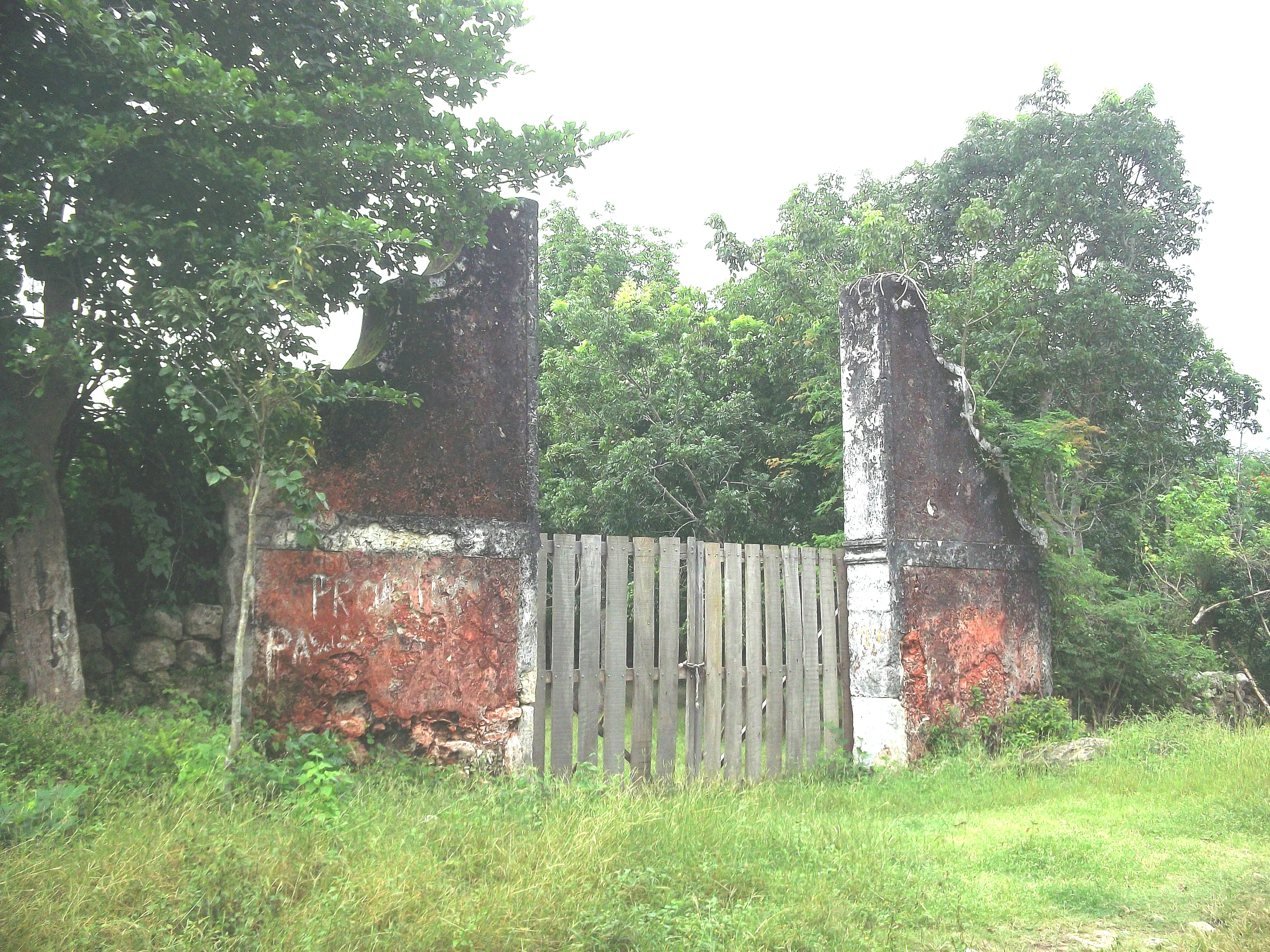
Hacienda.
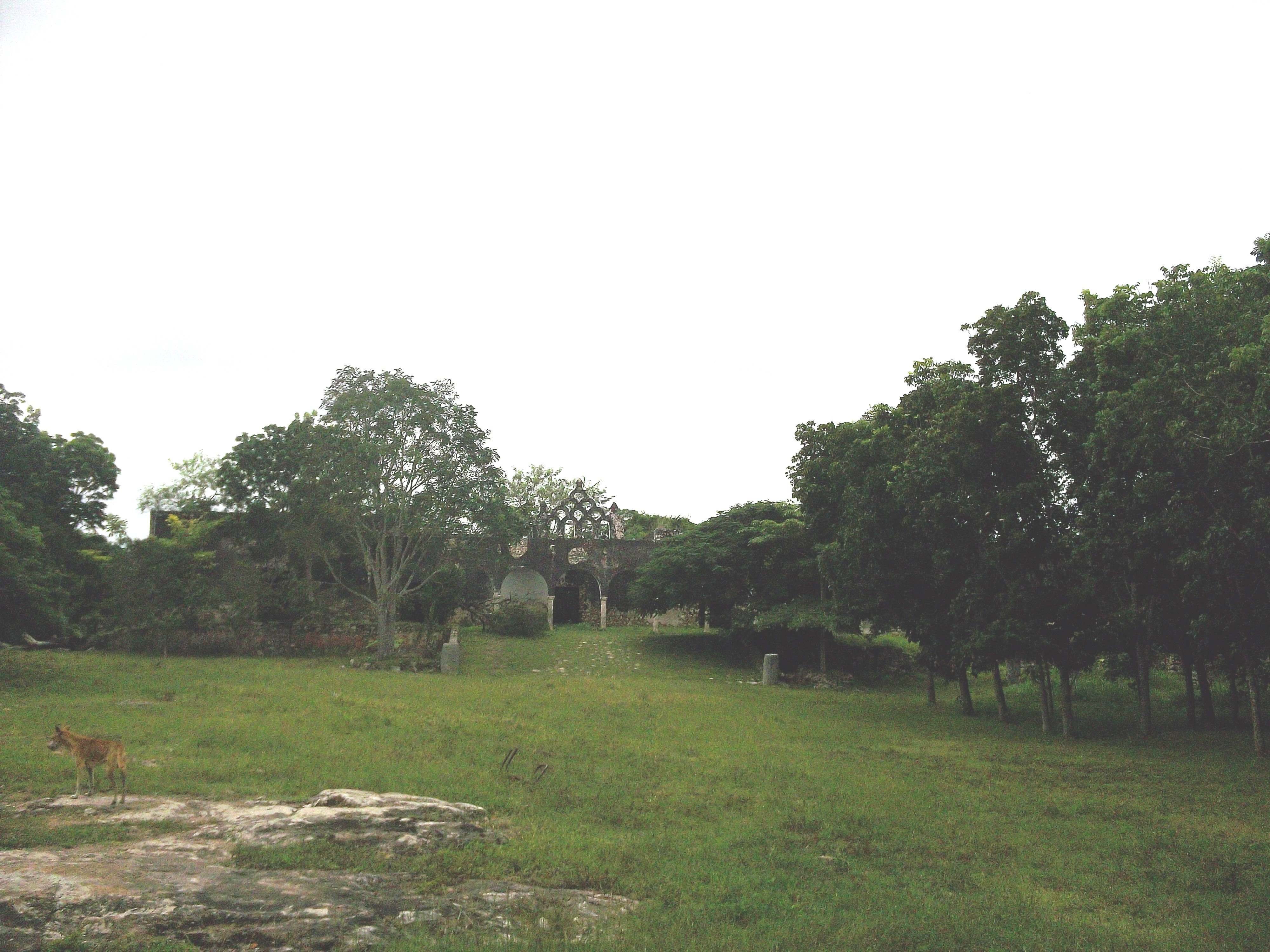
Hacienda.
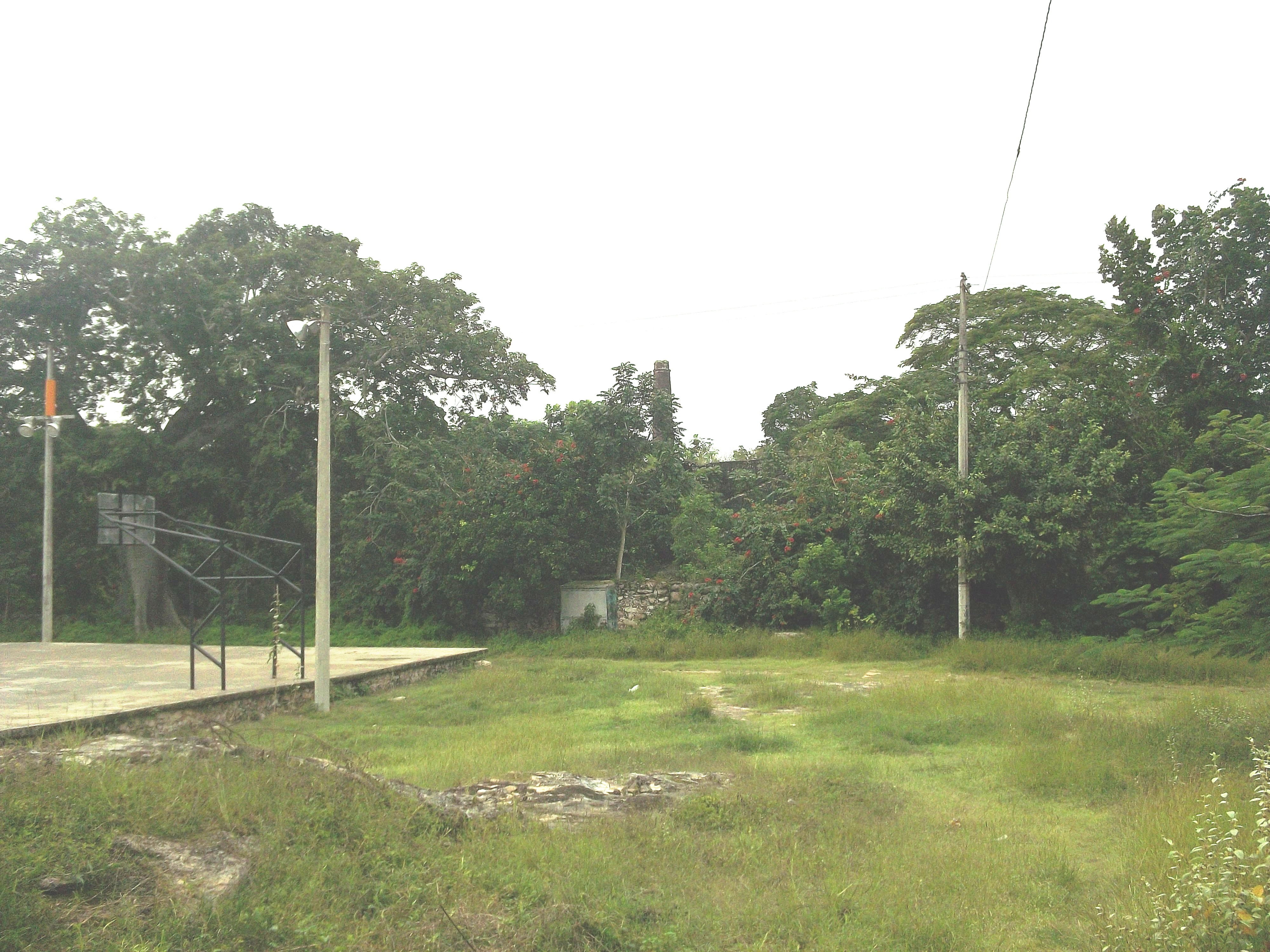
Hacienda.
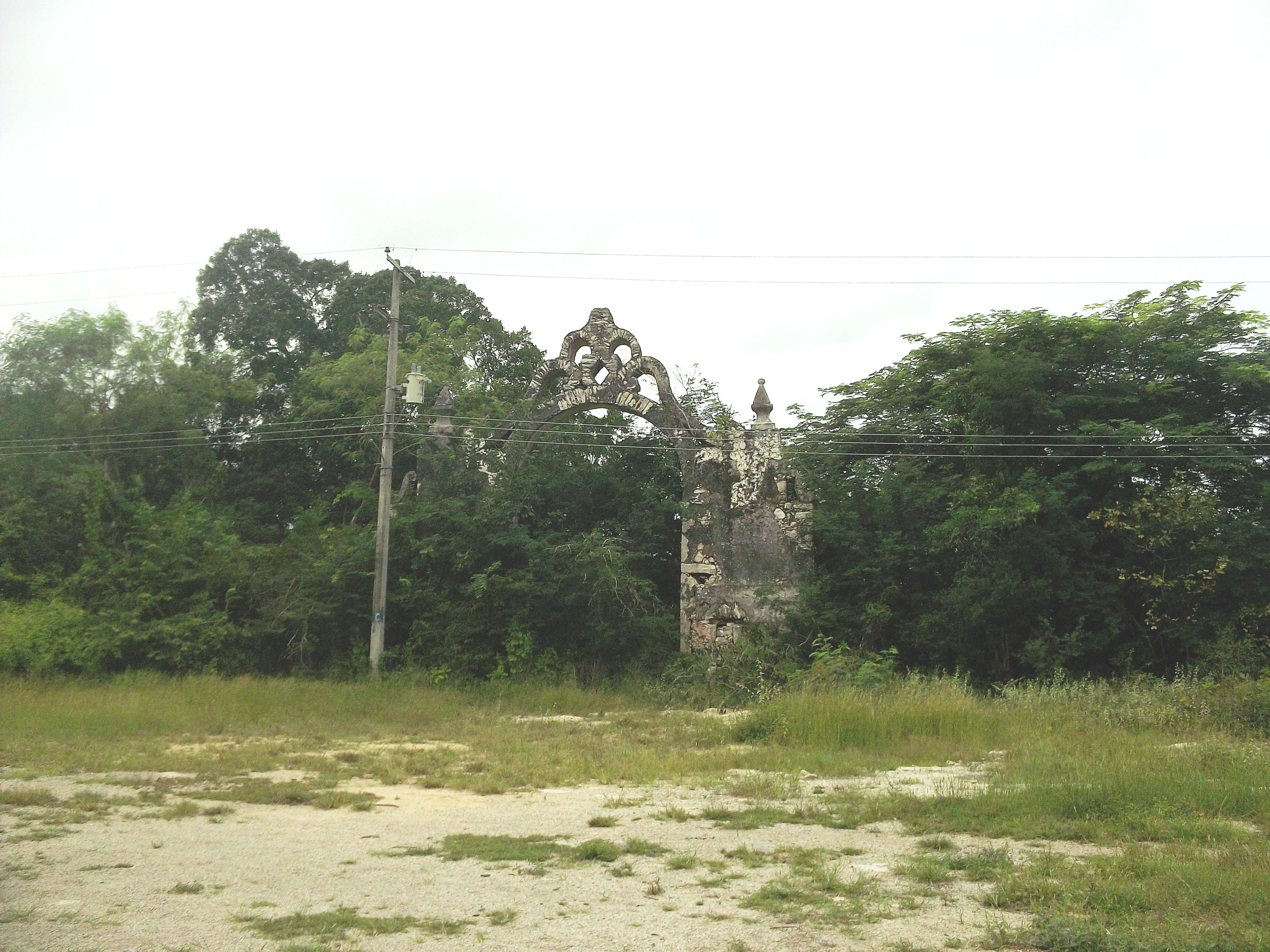
Hacienda.
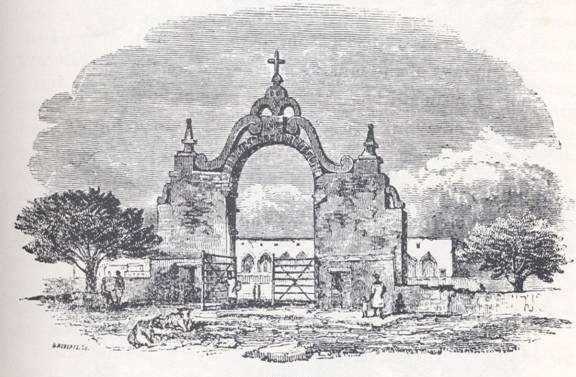
Mukuyché en 1843 por F. Catherwood.
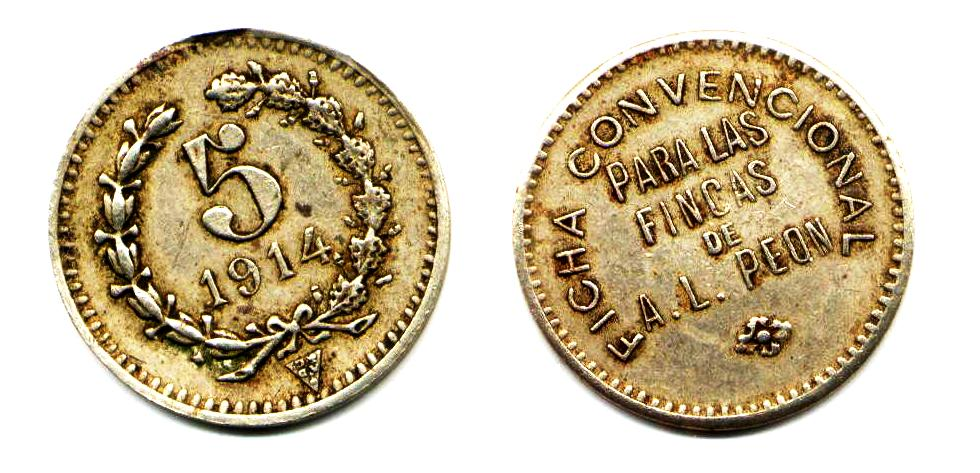
Ficha de pago por $ 0.05.
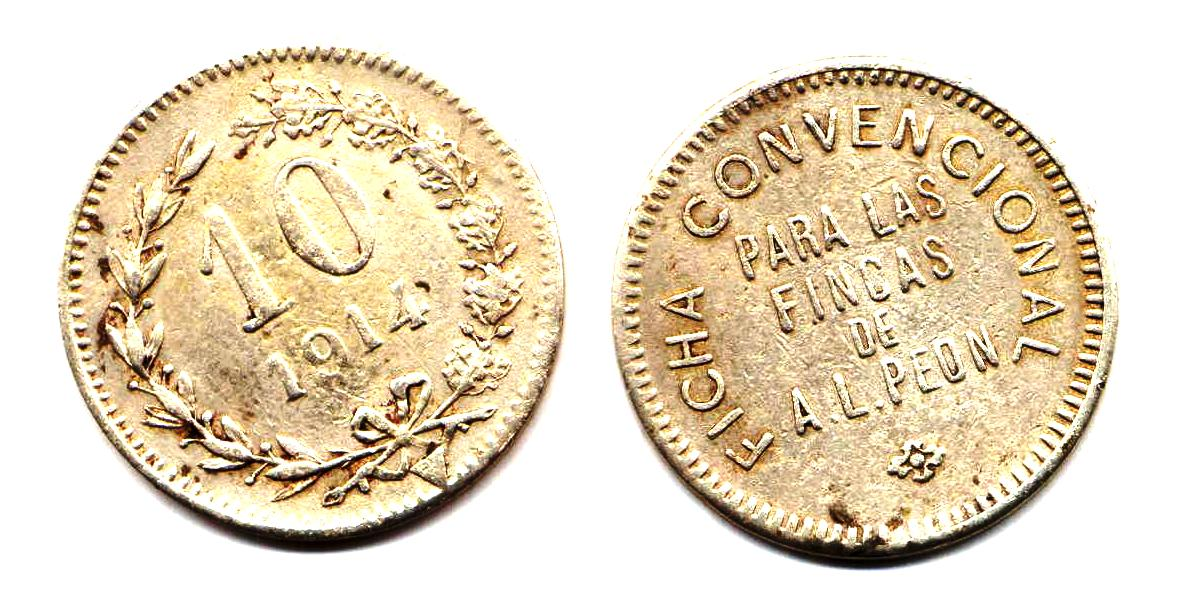
Ficha de pago por $ 0.10.
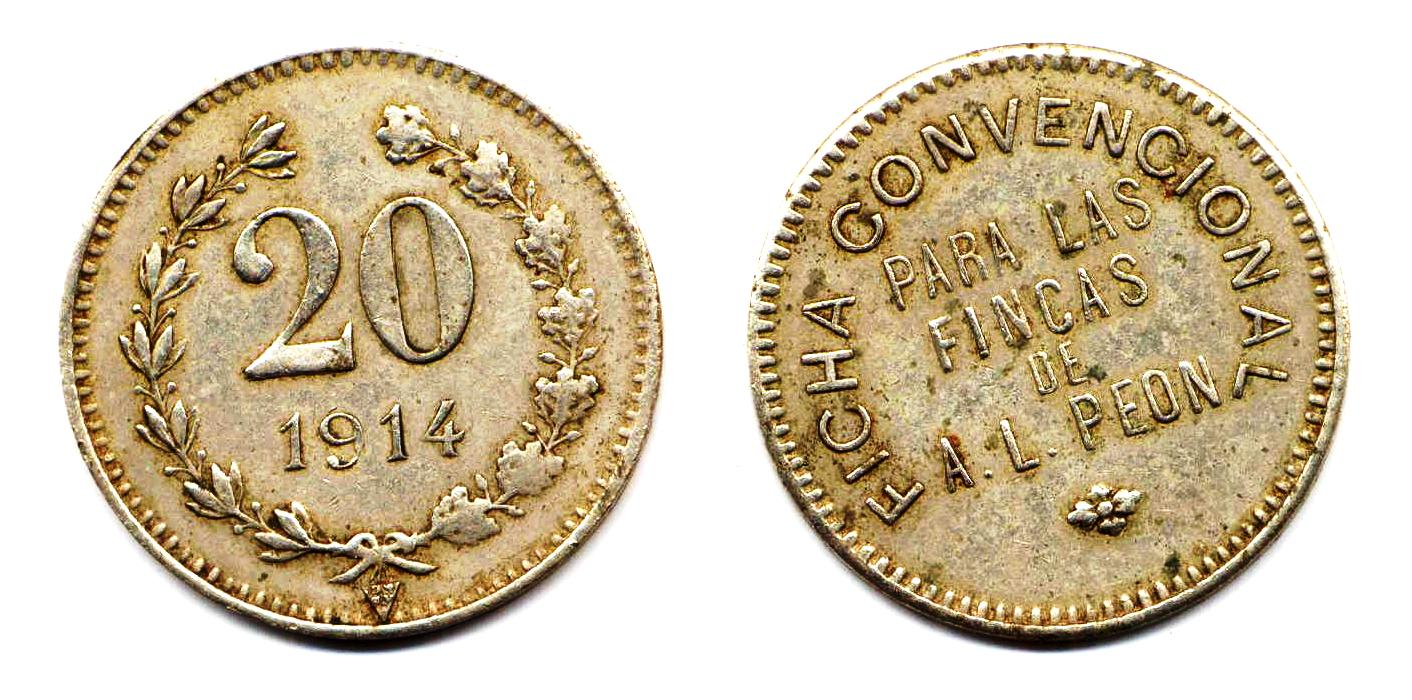
Ficha de pago por $ 0.20.
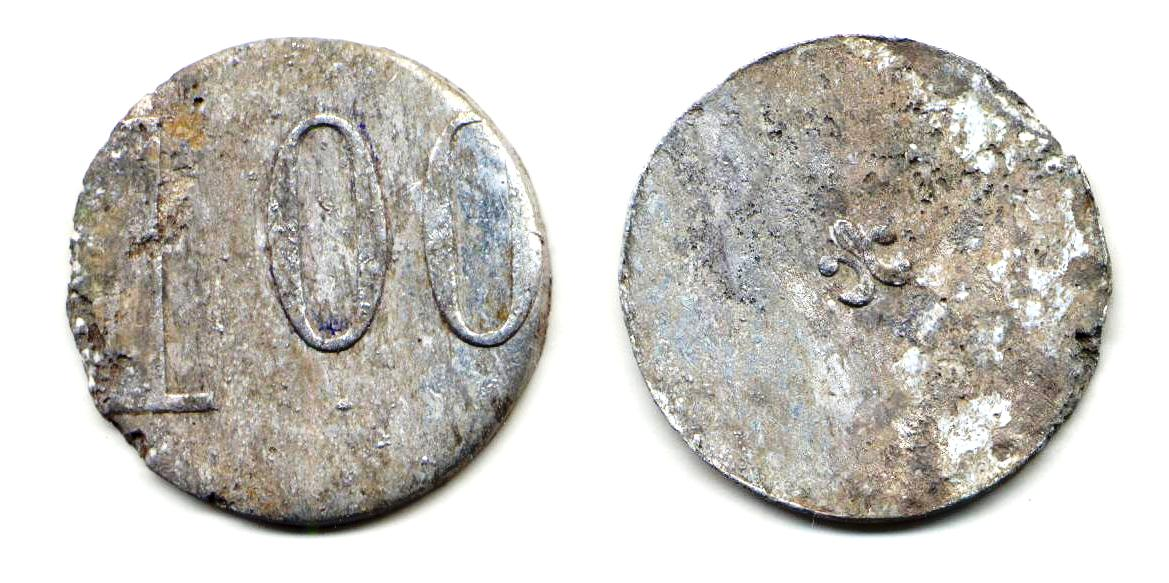
Ficha de pago por $ 1.00.